# EXPLORER
EXPLORER — криогенный резонансно-стержневой детектор гравитационных волн в лабораториях ЦЕРН в Женеве.
Чувствительность детектора составляет 10−20 Гц−1/2 в диапазоне 35 Гц, и 3 × 10−21 Гц−1/2 в диапазоне 6 Гц, с рабочим циклом 80 %.
Стержень детектора из алюминия, весом 2270 кг, диаметром 60 см, длиной 3 м и с резонансной частотой 915 Гц, охлаждён до 2.5 К жидким гелием. Вибрации стержня преобразуются в электросигналы емкостным резонансным преобразователем, резонирующим на частоте антенны с целью повысить энергию передачи от стержня к электронике. Далее сигнал идёт на входную катушку СКВИД как сверхпроводящий трансформер, согласующий сопротивление. Ёмкостной преобразователь привинчен к антенне, содержит вибрирующий диск с массой 0.4 кг и неподвижное основание, имеет ёмкость 3890 пФ. Преобразователь и стержень формируют двухосцилляторную систему. Аппарат оснащён обнаружителем космических лучей из пластиковых сцинтилляторов, один слой 6 м2 над криостатом, и два 13 м2 под ним.
Детектор работает с 1984, проводя долгосрочные наблюдения с 1990. Является частью интернациональной сети резонансных детекторов (Интернациональная коллаборация гравитационных событий, англ. IGEC - International Gravitational Event Collaboration), куда входят также ALLEGRO, AURIGA, NAUTILUS, NIOBE. В 2000 был улучшен по нескольким компонентам, что привело к улучшению чувствительности и диапазона.